# Anupama Kundoo
Anupama Kundoo (Pune, 1967) es una arquitecta india conocida  por sus trabajos de investigación de materiales y desarrollo de tecnologías para el logro de una arquitectura de bajo impacto ambiental.     

## Trayectoria
Tras cursar la educación secundaria en  Mary Immaculate Girls 'High School, Kundoo estudió arquitectura en la Facultad de Arquitectura Sir J. J. de la Universidad de Bombay, donde se graduó en 1989. En 1996 obtuvo la Beca de la Fundación Vastu Shilpa por su tesis sobre "Eco-comunidad urbana: diseño y análisis para la sostenibilidad", y, en 2008, se doctoró en la Universidad Técnica de Berlín.
Kundoo se estableció como arquitecta en  Auroville, desde mediados de 1990 hasta 2002. En esta ciudad diseñó y construyó varios edificios innovadores desde el punto de vista económico, con adaptaciones e  "infrestructura eficiente para el uso de la energía y del agua". Su visión del diseño de edificios se basa en la investigación de materiales que supongan un mínimo impacto ambiental. El planteamiento básico de su diseño es la utilización de "materiales de desecho, mano de obra no cualificada y comunidades locales". Uno de sus edificios más notables en Auroville es el creado para su propia residencia al que llamó "Wall House". La construyó en el año  2000 en un área comunitaria de 6 hectáreas, con una superficie construida de 100 metros cuadrados y un coste de un millón de rupias. La planta de esta casa en forma de L tiene un patio en el centro, y, si bien es de concepción  moderna, adopta el uso tradicional "vernáculo" de materiales como la tierra comprimida, el hormigón y el acero. El baño  se abre al cielo, en una fusión suave entre los espacios interiores y exteriores y un diseño paisajístico a la vez moderno y tradicional. La cultura de su trabajo es una "práctica orientada a la investigación y  una enseñanza encaminada a la práctica".
Su idea de diseño la expresa claramente cuando afirma: "Mis diseños no están motivados por la preocupación del fin del mundo, sino por encontrar formas de aprovechar al máximo lo que uno tiene". Una réplica de tamaño completo de su Wall House, denominada por  Net York Times "una joya entre los escombros", fue expuesta en la Bienal de Arquitectura de Venecia en 2012.  El estudio de Kundoo formó parte de la muestra  "The Architect is Present" donde se recogen  los proyectos más destacados de cinco estudios de arquitectura que han hecho de la austeridad su referente ético y estético. Su trabajo  titulado "Made in India" para la Fundación Be Open en Nueva Delhi es un referente que ha recibido múltiples elogios.
Otro proyecto de interés  dentro de la creación arquitectónica es el titulado "Liberty". En él presenta un lugar de lectura como una biblioteca gratuita de libros también gratuitos donde los individuos pueden "sentarse y leer lo que quieran". Esta obra se construye con tres tipos de árboles fijados en el centro de un espacio cuadrado. Los "troncos y ramas" de los árboles están hechos de acero y las hojas a partir de libros rescatados, con el piso de hormigón. Sentados a la sombra de este árbol, la gente podía conversar o leer un libro con el suave viento que sopla a través de las hojas. Esta obra se expuso en la Placa de Salvador Segui en Barcelona durante junio-septiembre de 2014.
Kundoo enseñó en la Universidad Técnica de Berlín y en Darmstadt en Hesse durante 2005. Trabajó como profesora asistente en Parsons The New School for Design, Nueva York hasta 2011 y luego se trasladó a Australia como profesora principal en la Universidad de Queensland. En 2014, se instala a Europa y comienza  a trabajar en la Escuela Europea de Arquitectura y Tecnología de la Universidad Camilo José Cela en Madrid. Tiene su propio estudio, Anupama Kundoo Architects.

## Publicaciones
Es autora de los libros Roger Anger: Research on Beauty / Recherche sur la beauté Architecture 1958–2008, jovis Verlag GmbH, Berlín (2009), y de la guía de arquitectura AVPNY: Auroville and Pondicherry, Altrim Publishers, Barcelona, 2019; y también ha publicado varios artículos técnicos en revistas y periódicos.  Entre ellos:
- Das Tauziehen zwischen Umweltschutz und Entwicklung, Bauwelt, Bauverlag BV GmbH, Gütersloh, marzo de 2011.
- Más que revestimientos, Design Today, Living Media India Ltd, Nueva Delhi, junio de 2010.
- Quién decide qué es verde, Design Today, Living Media India Ltd, Nueva Delhi, marzo de 2010.
- Desarrollo urbano, opciones para la urbanización.  Estudio del medio ambiente, The Hindu, Chennai, 2008
- Roger Anger: arquitecto jefe de Auroville, Architecture Time Space & People, Revista del Consejo de Arquitectura, India, Delhi, mayo de 2008
- Auroville: un laboratorio de arquitectura, hecho en India, AD Architectural Design, John Wiley and Sons Ltd., Londres, noviembre - diciembre de 2007.
- Enfoque ecológico, Arquitectura + Diseño, vol. XXIII, no 2 , Transasia Media, Delhi, febrero de 2006.
- Sostenibilidad y globalización, Indian Architect & Builder, Jasubhai Publications, Mumbai, julio de 2005.
- Dedicado a la danza, la expresión de Ray Meeker al regalo de despedida de Protima Bedi, un templo incendiado en Nrityagram, Inside Outside, Mumbai, octubre de 2000.
- Cues from the Past: detalles locales y elementos tradicionales en una estructura contemporánea, Indian Architect & Builder, Jasubhai Publications, Mumbai, octubre de 1997.
- Comentarios sobre Building Blocks, Indian Architect & Builder, Jasubhai Publications, Mumbai, enero de 1992.